# Wąsosz (gmina w województwie dolnośląskim)
Wąsosz – gmina miejsko-wiejska w województwie dolnośląskim, w powiecie górowskim. W latach 1975–1998 gmina położona była w województwie leszczyńskim.
Siedziba władz gminy to Wąsosz.
Według danych z 31 grudnia 2015 gminę zamieszkiwało 7380 osób. Natomiast według danych z 30 czerwca 2020 roku gminę zamieszkiwały 7103 osoby.

## Struktura powierzchni
Według danych z roku 2002 gmina Wąsosz ma obszar 193,59 km², w tym:
- użytki rolne: 67%
- użytki leśne: 25%

Gmina stanowi 26,23% powierzchni powiatu.

## Demografia

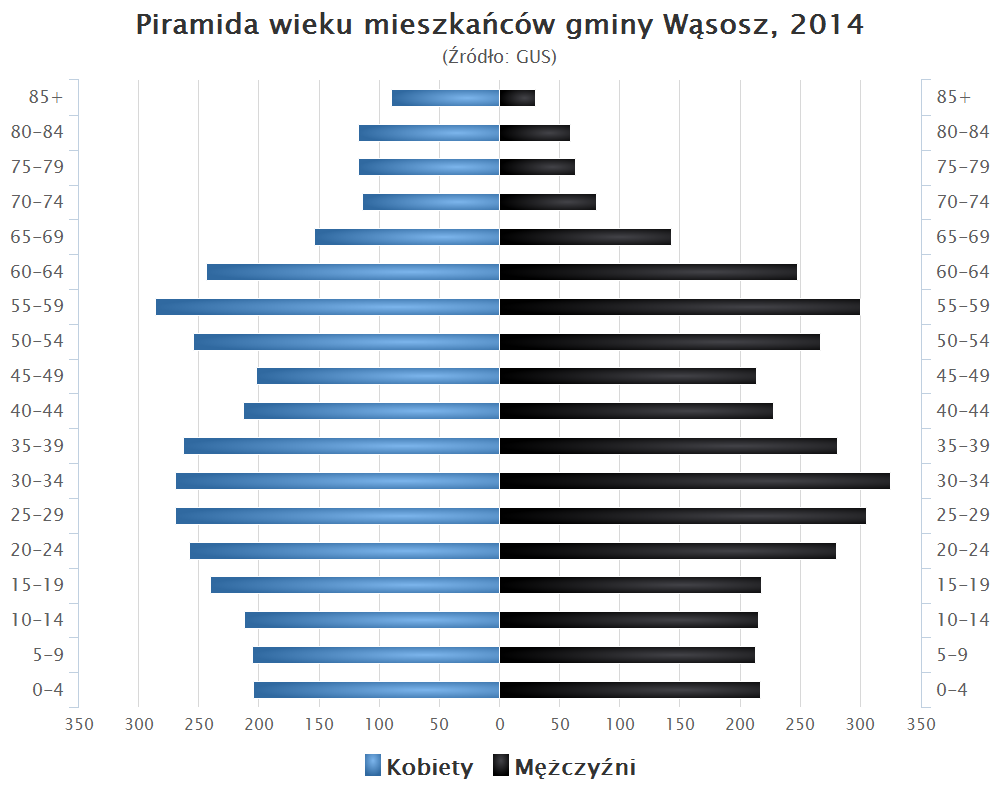
Piramida wieku mieszkańców gminy Wąsosz w 2014 roku

Dane z 30 czerwca 2004:
| Opis                              | Ogółem | Ogółem | Kobiety | Kobiety | Mężczyźni | Mężczyźni |
| --------------------------------- | ------ | ------ | ------- | ------- | --------- | --------- |
| Jednostka                         | osób   | %      | osób    | %       | osób      | %         |
| Populacja                         | 7433   | 100    | 3714    | 50      | 3719      | 50        |
| Gęstość zaludnienia [mieszk./km²] | 38,4   | 38,4   | 19,2    | 19,2    | 19,2      | 19,2      |

## Miejscowości
Wąsosz, Baranowice, Bartków, Bełcz Mały, Bełcz Górny, Cieszkowice, Chocieborowice, Czeladź Wielka, Czarnoborsko, Dochowa, Drozdowice Małe, Drozdowice Wielkie, Gola Wąsoska, Górka Wąsoska, Kąkolno, Kowalowo, Kamień Górowski, Lechitów, Lubiel, Ługi, Unisławice, Płoski, Pobiel, Rudna Mała, Rudna Wielka, Sądowel, Sułów Wielki, Świniary, Wiewierz, Wiklina, Wodniki, Wrząca Śląska, Wrząca Wielka, Zbaków Dolny, Zbaków Górny

## Sąsiednie gminy
Bojanowo, Góra, Jemielno, Rawicz, Wińsko, Żmigród